# Bissezeele
Bissezeele (in olandese Bissezele) è un comune francese di 206 abitanti situato nel dipartimento del Nord nella regione dell'Alta Francia.

## Società

### Evoluzione demografica
Abitanti censiti